# Zwi Jehuda Kook

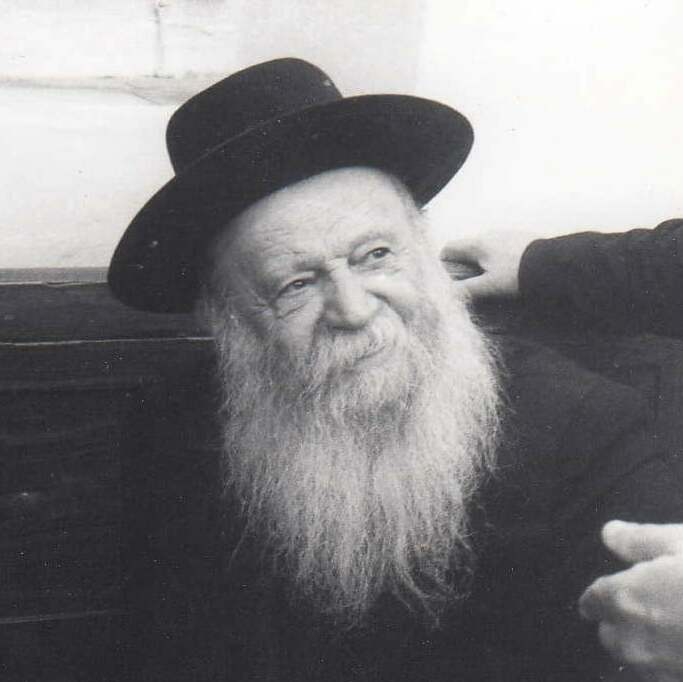
Rabbi Kook, 1973

Zwi Jehuda Kook (hebräisch צבי יהודה קוק; geb. 23. April 1891 in Zaumel im Gouvernement Kowno, heute Litauen; gest. 9. März 1982 in Jerusalem) war ein israelischer orthodoxer Rabbiner, Leiter der prominenten Religionsschule Merkas HaRaw Kook in Jerusalem und der geistige Vater der national-religiösen Bewegung Gusch Emunim („Block der Gläubigen“).

## Leben
Er war Sohn von Abraham Isaac Kook und zu Ehren nach dem Bruder des Großvaters mütterlicherseits benannt: Rabbiner Zwi Jehuda Rabinowitch Teomim. Die Anhänger der Lehren von Zwi Jehuda Kook nennt man auch Kookists (deutsch: „Kookisten“).
Zwi Jehuda Kook starb im März 1982 in Jerusalem und wurde auf dem Jüdischen Friedhof am Ölberg begraben.

## Publikationen
Sein Leben, seine Entscheidungen, Aufsätze, Artikel, Responsen und Briefe waren Gegenstand zahlreicher Publikationen.

### Artikel-Bücher
- "Or Le-Netiwati" (hebräisch אוֹר לנָתִיבתי).
- "Le-Netiwot Israel" (hebräisch לנתיבות ישראל).

### Briefe-Bücher
- Zemach Zwi (hebräisch צמח צבי).
- Dodi Li-Zwi (hebräisch דוֹדִי לִצְבִי; lit: „Meine Geliebte ist meine Jugend“).
- Igrot ha-Reʼayah (hebräisch אִגְּרוֹת הַרְאָיָה; lit: „Briefe zum Vorzeigen“).

### Lektüre-Bücher
- Sichot HaRaw Zwi Jehuda (hebräisch שיחות הרב צבי יהודה).
- Mesilat Jescharim (hebräisch מסילת ישרים, lit. „Pfad des Aufrechten“)
- Moadim (hebräisch מועדים, lit. „Feste“).

etc. von Rabbi Schlomo Aviner.